# Andrew Jackson Jihad
Andrew Jackson Jihad es una banda de folk punk americana de Phoenix, Arizona. Formada el año 2004. Han sido variadamente clasificados como Indie rock, Anti-folk y Americana.
Andrew Jackson Jihad fue fundando por el baterista, Justin James White, que contactó con Sean Bonette y Ben Gallart que recientemente habían dejado las bandas Rodan y The Sub-Standards. Desde ese punto hasta ahora muchos músicos significativos de Arizona han tocado con ellos, incluyendo a John de la Cruz de Fatigo y Owen Evans de Asleep In The Sea.
El de abril de 2006 tocaron en el New Times Music Showcase y fueron nominados como la mejor banda de Americana de 2006 y ganaron el premio Best of Phoenix el mismo año. 
Aparte de sus shows locales la banda se ha convertido en la banda más representativa de la ética DIY en Arizona. También han lanzado splits con la banda Ghost Mice en el sello Plan-It-X-Records el 2007. Luego de esto, Asian Man Records, editó su primer LP el 11 de septiembre de 2007.

## Discografía

### Álbumes de estudio
- Candy Cigarettes & Cap Guns (2005)
- People That Can Eat People Are the Luckiest People in the World (2007)
- Can't Maintain (2009)
- Knife Man (2011)
- Christmas Island  (2014)
- Good Luck Everybody (2020)
- Disposable Everything (2023)
- Disposable Everything Else (2024)

### Álbumes en vivo
- Live at Trunk Space 08/25/05 (2006)
- Live at the Bottom of the Hill (2011)
- Live at The Crescent Ballroom (2013)
- Live at Knitting Factory (2015)

### EP
- Issue Problems (2006)
- Art of the Underground Volume 19 (2007)
- Only God Can Judge Me (2008)
- Operation Stackola (2009)
- Holiday In(n) Gainesville (2009)

### Splits
- Andrew Jackson Jihad / Flaspar / Golden Boots (2006)
- Andrew Jackson Jihad / Ghost Mice (2007)
- Andrew Jackson Jihad / French Quarter (2007)
- Andrew Jackson Jihad / Partners in 818 (2007)
- Andrew Jackson Jihad / Mischief Brew (2009)
- Andrew Jackson Jihad / Cobra Skulls - Under The Influence Vol. 6 (2009)
- Andrew Jackson Jihad / Apocalypse Meow - Pug Life (2009)
- Andrew Jackson Jihad / The Gunshy (2010)
- Andrew Jackson Jihad / O Pioneers!!! (2011)

### Compilations
- Candy Cigarettes, Capguns, Issue Problems and Such (2011)
- Rompilation (2012)
- Rompilation 2.0: The Digitizing (2014)

### Demos
- Holey Man, Holy War (2004)
- Demo II (2004)
- Demo III (2004)
- Home Style (Recordings)